# Dark Horse (álbum de Nickelback)
Dark Horse é o sexto álbum de estúdio da banda de hard rock Nickelback, lançado no dia 18 de Novembro de 2008.
Seguido do premiado All the right reasons, lançado em 2005, o álbum foi produzido pela banda e pelo vencedor do Grammy Award, produtor e compositor Robert Jonh Lange, famoso por trabalhar com bandas como AC/DC, Foreigner e cantores como Bryan Adams e Shania Twain.
O primeiro single do álbum foi "Gotta be Somebody", que foi disponabilizado para download gratuito no dia 29 de setembro de 2008. O single inicial era para ser "If today was your last day", mas foi trocado no último minuto. A música "Something in your mouth", se tornou disponível para download no iTunes no dia 28 de outubro, e foi lançado como segundo single nas radios dia 15 de dezembro. Em janeiro de 2009, "I'd come for you" foi divulgado como terceiro single do álbum, tendo o clipe musical lançado no final do mesmo mês e sendo dirigido por Nigel Dick.
Dark Horse foi certificado como disco de platina pela RIAA no dia 9 de dezembro, apenas 3 semanas apos ser lançado na América do Norte. O álbum tem estado no top 20 da Billboard 200 desde que foi lançado. Na terceira semana de abril, o álbum foi certificado como disco 2x de platina.
| Críticas profissionais                                                      | Críticas profissionais |
| Avaliações da crítica                                                       | Avaliações da crítica  |
| Fonte                                                                       | Avaliação              |
| --------------------------------------------------------------------------- | ---------------------- |
| Allmusic                                                                    | [ 2 ]                  |
| Blender                                                                     | [ 3 ]                  |
| Calgary Herald                                                              | [ 4 ]                  |
| Entertainment Weekly                                                        | (C+)                   |
| The Guardian                                                                | [ 6 ]                  |
| Los Angeles Times                                                           | [ 7 ]                  |
| PopMatters                                                                  | (3/10)                 |
| Rolling Stone                                                               | [ 9 ]                  |
| The Toronto Star                                                            | [ 10 ]                 |
| NOW Magazine                                                                | [ 11 ]                 |
| Esta tabela precisa de ser acompanhada por texto em prosa. Consulte o guia. |                        |

## Faixas
Todas as músicas foram escritas por Chad Kroeger.
1. "Something in Your Mouth" - 3:38
2. "Burn It to the Ground" - 3:30
3. "Gotta Be Somebody" - 4:13
4. "I'd Come for You" - 4:22
5. "Next Go Round" - 3:45
6. "Just to Get High" - 4:02
7. "Never Gonna Be Alone" - 3:47
8. "Shakin' Hands" - 3:39
9. "S.E.X." - 3:55
10. "If Today Was Your Last Day" - 4:08
11. "This Afternoon" - 4:34

## Vendas e certificações
- Estados Unidos:  3× Platina[12]
- Canadá:  6× Platina[13]
- Suécia:   Ouro[14]